# Abu-l-Fàraj ibn Imran
Abu-l-Fàraj ibn Imran fou emir de la Batiha de la dinastia Banu Xahin. Era fill del fundador de la dinastia Imran ibn Xahin.
Vers el 982 o començament del 983, va assassinar al seu germà Hussayn ibn Imran, i va ocupar el poder. Només va sobreviure un any i el mateix 983 o el 984 fou assassinat pel hadjib Muzaffar ibn Ali antic general d'Imran ibn Xahin, que va posar al tron a un fill menor d'edat de Hussayn, de nom Abu-l-Maali ibn Hussayn, sota la seva regència.